# Lotte Ledl
Lotte Ledl, née le 16 mars 1930 à Vienne, est une actrice autrichienne.

## Biographie
De 1949 à 1951, elle suit les cours du Max Reinhardt Seminar à l'académie de musique et des arts du spectacle de Vienne, et fait ses débuts dans le rôle d'Héléna dans la représentation du Songe d'une nuit d'été à Strobl. Après 1952, elle joue au Volkstheater, au Theater am Parkring et au Residenztheater de Munich, et à partir de 1963 au Burgtheater où elle travaille sur un répertoire varié (Nestroy, Schnitzler, Goldoni, Lessing, Brecht, Shakespeare). Elle apparaît par ailleurs au Festival de la Ruhr (de), au Festival de Brégence et au Festival de Salzbourg.
Elle apparaît dans de nombreux films des années 1950, notamment des Heimatfilme, où elle incarne fréquemment des figures jalouses, méchantes, simplettes ou acariâtres qui forgent sa popularité. On la voit ensuite dans de multiples séries télévisées des années 1960. En 2014, elle apparaît dans le rôle d'Hedwig Potthast dans le documentaire The Decent One.

## Distinctions
- En 2003, elle reçoit la médaille de la culture du Land de Haute-Autriche.
- En 2019 lui est décerné le titre honorifique de Kammerschauspielerin[1].

## Filmographie
- 1954 : Der Förster vom Silberwald
- 1955 : Die Sennerin von St. Kathrein (de)
- 1956 : Dort oben, wo die Alpen glühen (de)
- 1956 : Hengst Maestoso Austria (de)
- 1956 : Husarenmanöver (de)
- 1956 : Kaiserjäger
- 1956 : Försterliesel (de)
- 1956 : Der Schandfleck (de)
- 1956 : Holiday am Wörthersee (de)
- 1957 : Ober, zahlen! (de)
- 1957 : Dort in der Wachau (de)
- 1957 : Der Jungfrauenkrieg
- 1958 : Ein Lied geht um die Welt (de)
- 1959 : Besuch aus heiterem Himmel (de)
- 1960 : Le Passage du Rhin
- 1960 : Das Kamel geht durch das Nadelöhr (adaptation télévisée)
- 1962 : Max, der Taschendieb (de)
- 1962 : Straße der Verheißung (de)
- 1963 : Apartment-Zauber (de)
- 1963 : adaptation télévisée de la pièce Liliom
- 1963 : Schwejks Flegeljahre
- 1965 : Der Alpenkönig und der Menschenfeind (de), adaptation télévisée de la pièce de Ferdinand Raimund
- 1965 : Les Désarrois de l'élève Törless
- 1965 : Der Mörder ist flüchtig (dans la série télévisée Alarm in den Bergen (de))
- 1965 : Heidi
- 1968 : Die Klasse (série télévisée)
- 1969 : Ein Abend zu zweit (série télévisée)
- 1969 : Der irische Freiheitskampf (série télévisée)
- 1970 : Der Kurier der Kaiserin (de) (série télévisée)
- 1970 : Mein Vater, der Affe und ich
- 1971 : Lawinengefahr (série télévisée Toni und Veronika)
- 1971 : Die Reise nach Steiermark (série télévisée)
- 1971 : Der Geschäftsfreund (série télévisée Wenn der Vater mit dem Sohne)
- 1971 : Rudi, benimm dich! (de)
- 1971 : Der Prokurator oder Die Liebe der schönen Bianca (série télévisée)
- 1972 : Elternschule (série télévisée)
- 1973 : Wenn jeder Tag ein Sonntag wär
- 1976 : Schwarzer Sprit (série télévisée Jörg Preda berichtet)
- 1976 : Unterwegs in den Karawanken (série télévisée Jörg Preda berichtet)
- 1977 : Cella oder Die Überwinder (série télévisée)
- 1977 : Der Unverbesserliche (série télévisée)
- 1978 : Inspecteur Derrick: L'erreur (Abendfrieden) (série télévisée)
- 1981 : Inspecteur Derrick:  Au bord du gouffre (Am Abgrund) (série télévisée)
- 1982 : Die Fahrt nach Lindau (série télévisée Derrick)
- 1983 : Liebe hat ihren Preis (série télévisée Le Renard)
- 1984 : Der Sonne entgegen (série télévisée)
- 1985 : Schumanns Winterreise (série télévisée Ich heirate eine Familie)
- 1985 : Die Tote in der Sauna (série télévisée Der Alte)
- 1987 : Das andere Leben (série télévisée)
- 1987 : Inspecteur Derrick:  Un voyage à Lindau (Die Fahrt nach Lindau) (série télévisée)
- 1987 : Inspecteur Derrick: Appel de nuit  (Anruf in der Nacht) (série télévisée)
- 1987 : Tatort: Superzwölfer (série télévisée Tatort)
- 1986 : '38
- 1988 : Heiteres Bezirksgericht (série télévisée)
- 1988 : Der Leihopa (série télévisée)
- 1989 : Inspecteur Derrick: La voix de l'assassin (Die Stimme des Mörders) (série télévisée)
- 1989 : Inspecteur Derrick: Les chemins de la vie (Die Kälte des Lebens) (série télévisée)
- 1990 : Roda Roda (série télévisée sur Alexander Roda Roda)
- 1991 : Das Gericht (série télévisée Der Alte)
- 1992 : Tafelspitz
- 1993 : Die skandalösen Frauen (série télévisée)
- 1995 : Ein fast perfekter Seitensprung
- 1995 : Schwarze Tage (série télévisée)
- 1996 : Schlosshotel Orth (de) (série télévisée)
- 1997 : Eine fast perfekte Scheidung
- 1997 : Lamorte (de) (série télévisée)
- 1997 : Die Nacht der Nächte (série télévisée)
- 1998 : Ein tiefer Fall (série télévisée Die Neue – Eine Frau mit Kaliber (de))
- 1999 : Eine fast perfekte Hochzeit
- 1999 : Stella di mare – Hilfe, wir erben ein Schiff! (série télévisée)
- 1999 : Der Hund muß weg (série télévisée)
- 2000 :  Aktion C+M+B (série télévisée)
- 2001 : Der schöne Tod (série télévisée Rex, chien flic)
- 2007 : Die Geschworene (série télévisée)
- 2007 : Muttis Liebling (série télévisée)
- 2007 : Lissi und der wilde Kaiser (de) (film d'animation 3D) : voix de Sybille
- 2008 : Zwei Weihnachtsmänner (de) (série télévisée), la vendeuse Wilma
- 2011/12 : My Fair Lady (représentation au Stadttheater de Klagenfurt), la mère du professeur Higgins
- 2012 : Wilma Wabe (série télévisée Schnell ermittelt (de))
- 2014 : The Decent One : Hedwig Potthast